# Buceras
Buceras é um género botânico pertencente à família Fabaceae.